# Домнич, Иван Нестерович
Ива́н Не́стерович До́мнич (22 мая 1885—1920) — герой гражданской войны. Член РКП(б) с 1920. Родился в селе Морозовка ныне Воронежской области. Участник Первой мировой войны, вахмистр. В гражданскую войну командовал 7-м кавалерийским полком 13-й стрелковой дивизии, кавалерийской бригадой. Погиб в феврале 1920 года в бою под станицей Гниловской (ныне в черте города Ростова-на-Дону). 3 апреля 1920 посмертно награждён орденом Красного Знамени. Имя Домнича присвоено 4-й кавбригаде 40-й стрелковой дивизии.

## В литературе
Из романа Михаила Шолохова «Тихий Дон»:
…Красноармеец — казак Тепекинской станицы, белобрыс, узкогруд, с клочьями красного банта на отвороте шинели. На вопросы отвечает, но улыбается туго и как-то вкось. 
— Какие полки были в бою вчера? — выпытывает Григорий.

— Наш третий имени Степки Разина, пятый Заамурский, тринадцатый кавалерийский и шестой Мценский.

— Под чьей общей командой? Говорят, Киквидзе вел?

— Нет, товарищ Домнич сводным отрядом командовал!
Страницы из походной книжки комиссара И. Я. Врачёва.
…Связь со 2-й бригадой установлена. Выехал из Сергеевки в расположение 7-го кавполка. По дороге останавливался в Лыково, где стоит 350-й полк, произведший в общем хорошее впечатление. Здесь, в Сагунах, был радушно встречен командиром полка Домничем. Я его знавал и раньше, по Воронежу, когда он, будучи командиром так называемого «2-го гвардейского советского кавалерийского полка», подпавши под влияние анархистов, устроил небольшой мятеж, и по 13-й Воронежской дивизии, где он командовал кавалерийским (этим же самым) полком.

Долго слушал рассказы Домнича о своем полку. Он подробно поведал мне всю его историю. Сколько славных, поистине доблестных дел было у этого полка и его командира. Домнич буквально переродился и стал хорошим командиром. От его прежнего партизанства почти не осталось и следа. Это меня очень обрадовало, так как в своё время (в тяжёлый период отступлений 1918 г. я, буквально, вырвал его из рук трибунала). Решил представить Домнича к «Ордену Красного знамени»…
 Вновь приходится пожалеть, что не имею времени. Следовало, бы много, а еще лучше всё записать, что слышал от Домнича.

## Награды
- орден Красного Знамени (3.04.1920, посмертно)

## Увековечение памяти
- Именем Домнича назван переулок в городе Россошь.